# Mistrzostwa Świata w Wioślarstwie 2006
36. Mistrzostwa Świata Seniorów w Wioślarstwie 2006 – odbywały się 20–27 sierpnia w Eton, w Wielkiej Brytanii.

## Medaliści

### Konkurencje mężczyzn
| Konkurencja                              | Złoto | Srebro | Brąz |
| M1x (jedynka)                            | Nowa Zelandia · Mahé Drysdale | Niemcy · Marcel Hacker | Czechy · Ondřej Synek |
| M2x (dwójka podwójna)                    | Francja · Jean-Baptiste Macquet · Adrien Hardy | Słowenia · Luka Špik · Iztok Čop | Wielka Brytania · Matthew Wells · Stephen Rowbotham |
| M4x (czwórka podwójna)                   | Polska · Konrad Wasielewski · Marek Kolbowicz · Michał Jeliński · Adam Korol                                                                                 | Ukraina · Wołodymyr Pawłowśkyj · Dmytro Prokopenko · Serhij Biłouszczenko · Serhij Hryń                                                                                     | Estonia · Allar Raja · Igor Kuzmin · Tõnu Endrekson · Andrei Jämsä |
| M2+ (dwójka ze sternikiem)               | Serbia i Czarnogóra · Nikola Stojić · Jovan Popović · Ivan Ninkovic                                                                                          | Włochy · Francesco Gabriele · Dario Cerasola · Andrea Riva | Kanada · James Byrnes · Derek O’Farrell · Brian Price |
| M2- (dwójka bez sternika)                | Australia · Drew Ginn · Duncan Free | Nowa Zelandia · Nathan Twaddle · George Bridgewater | Kanada · Kevin Light · Malcolm Howard |
| M4+ (czwórka ze sternikiem)              | Niemcy · Jan Martin Bröer · Matthias Flach · Philipp Naruhn · Florian Eichner · Martin Sauer                                                                 | Kanada · Max Lang · Chris Aylard · Robert Gibson · Will Crothers · Stephen Cheng                                                                                            | Nowa Zelandia · James Dallinger · Steven Cottle · Paul Gerritsen · Dane Boswell · Daniel Quigley                                                                          |
| M4- (czwórka bez sternika)               | Wielka Brytania · Steve Williams · Peter Reed · Alex Partridge · Andrew Triggs Hodge                                                                         | Niemcy · Gregor Hauffe · Toni Seifert · Urs Käufer · Philip Adamski | Nowa Zelandia · Geert Cirkel · Jan-Willem Gabriëls · Matthijs Vellenga · Gijs Vermeulen                                                                                   |
| LM1x (jedynka wagi lekkiej)              | Wielka Brytania · Zac Purchase | Hiszpania · Juan Zunzunegui Guimerans | Nowa Zelandia · Duncan Grant |
| LM2x (dwójka podwójna wagi lekkiej)      | Dania · Mads Rasmussen · Rasmus Quist | Włochy · Marcello Miani · Elia Luini | Francja · Fabrice Moreau · Frédéric Dufour |
| LM4x (czwórka podwójna wagi lekkiej)     | Włochy · Gardino Pellolio · Daniele Gilardoni · Luca Moncada · Daniele Danesin                                                                               | Niemcy · Kai Anspach · Martin Rückbrodt · Knud Lange · Christoph Schregel                                                                                                   | Francja · Bastien Tabourier · Quentin Colard · Maxime Goisset · Remi Di Girolamo                                                                                          |
| LM2- (dwójka bez sternika wagi lekkiej)  | Dania · Bo Helleberg · Thomas Ebert | Chile · Miguel Cerda · Felipe Leal | Włochy · Salvatore Amitrano · Catello Amarante |
| LM4- (czwórka bez sternika wagi lekkiej) | Chiny · Huang Zhongming · Wu Chongkui · Zhang Lin · Tian Jun                                                                                                 | Francja · Franck Solforosi · Jérémy Pouge · Jean-Christophe Bette · Fabien Tilliet                                                                                          | Irlandia · Gearoid Towey · Eugene Coakley · Richard Archibald · Paul Griffin                                                                                              |
| M8+ (ósemka)                             | Niemcy · Jörg Dießner · Sebastian Schulte · Stephan Koltzk · Philipp Stüer · Jan Tebrügge · Ulf Siemes · Thorsten Engelmann · Bernd Heidicker · Peter Thiede | Włochy · Lorenzo Carboncini · Niccolò Mornati · Luca Agamennoni · Alessio Sartori · Mario Palmisano · Dario Dentale · Pierpaolo Frattini · Carlo Mornati · Gaetano Iannuzzi | Stany Zjednoczone · Paul Daniels · Matt Deakin · Steve Coppola · Kenneth Jurkowski · Giuseppe Lanzone · Dan Walsh · Beau Hoopman · Marcus McElhenney · Christopher Liwski |

### Konkurencje kobiet
| Konkurencja                          | Złoto | Srebro | Brąz |
| W1x (jedynka)                        | Białoruś · Kaciaryna Karsten-Chodotowicz | Czechy · Miroslava Knapková | Szwecja · Frida Svensson |
| W2x (dwójka podwójna)                | Australia · Liz Kell · Brooke Pratley | Niemcy · Britta Oppelt · Susanne Schmidt | Nowa Zelandia · Georgina Evers-Swindell · Caroline Evers-Swindell                                                                           |
| W4x (czwórka podwójna)               | Wielka Brytania · Debbie Flood · Sarah Winckless · Frances Houghton · Katherine Grainger                                                                      | Australia · Catriona Sens · Sonia Mills · Dana Faletic · Sally Kehoe                                                                                           | Niemcy · Christiane Huth · Magdalena Schmude · Jeannine Hennicke · Stephanie Schiller                                                       |
| W2- (dwójka bez sternika)            | Kanada · Darcy Marquardt · Jane Rumball | Nowa Zelandia · Juliette Haigh · Nicky Coles | Niemcy · Nicole Zimmerman · Elke Hipler |
| W4- (czwórka bez sternika)           | Australia · Robyn Selby Smith · Jo Lutz · Kate Hornsey · Amber Bradley                                                                                        | Chiny · Yu Fei · Li Meng · Li Tong · Luo Xiuhua | Stany Zjednoczone · Portia Johnson · Erin Cafaro · Esther Lofgren · Rachel Jeffers                                                          |
| LW1x (jedynka wagi lekkiej)          | Holandia · Marit van Eupen | Niemcy · Berit Carow | Hiszpania · Teresa Mas De Xaxars Rivero |
| LW2x (dwójka podwójna wagi lekkiej)  | Chiny · Xu Dongxiang · Yan Shimin | Australia · Marguerite Houston · Amber Halliday | Grecja · Chrisi Biskidzi · Aleksandra Tsiawu                                                                                                |
| LW4x (czwórka podwójna wagi lekkiej) | Chiny · Yu Hua · Chen Haixia · Fan Xuefei · Liu Jing | Dania · Kirsten Jepsen · Sine Christiansen · Katrin Olsen · Juliane Rasmussen                                                                                  | Wielka Brytania · Laura Ralston · Lindsay Dick · Hester Goodsell · Sophie Hosking                                                           |
| W8+ (ósemka)                         | Stany Zjednoczone · Brett Sickler · Megan Cooke · Anna Goodale · Lindsay Shoop · Anna Mickelson · Susan Francia · Caroline Lind · Caryn Davies · Mary Whipple | Niemcy · Nina Wengert · Johanna Rönfeldt · Christina Gerking · Nadine Schmultzer · Lenka Wech · Maren Derlien · Nicole Zimmerman · Elke Hipler · Annina Ruppel | Australia · Jo Lutz · Robyn Selby Smith · Amber Bradley · Kate Hornsey · Emily Martin · Sarah Cook · Kim Crow · Sarah Heard · Lizzy Patrick |

## Klasyfikacja medalowa
| Lp. | Państwo             |    |    |    | Razem |
| --- | ------------------- | -- | -- | -- | ----- |
| 1.  | Australia           | 3  | 2  | 1  | 6     |
| 2.  | Chiny               | 3  | 1  | –  | 4     |
| 3.  | Wielka Brytania     | 3  | –  | 2  | 5     |
| 4.  | Niemcy              | 2  | 6  | 2  | 10    |
| 5.  | Włochy              | 1  | 3  | –  | 4     |
| 6.  | Nowa Zelandia       | 1  | 2  | 3  | 6     |
| 7.  | Francja             | 1  | 2  | 2  | 5     |
| 8.  | Kanada              | 1  | 1  | 2  | 4     |
| 9.  | Dania               | 1  | 1  | –  | 2     |
| 10. | Stany Zjednoczone   | 1  | –  | 2  | 3     |
| 11. | Holandia            | 1  | –  | 1  | 2     |
| 12. | Polska              | 1  | –  | –  | 1     |
| 12. | Białoruś            | 1  | –  | –  | 1     |
| 12. | Serbia i Czarnogóra | 1  | –  | –  | 1     |
| 15. | Czechy              | –  | 1  | 1  | 2     |
| 15. | Hiszpania           | –  | 1  | 1  | 2     |
| 17. | Słowenia            | –  | 1  | –  | 1     |
| 18. | Estonia             | –  | –  | 1  | 1     |
| 18. | Grecja              | –  | –  | 1  | 1     |
| 18. | Irlandia            | –  | –  | 1  | 1     |
| 18. | Szwecja             | –  | –  | 1  | 1     |
|     | Razem               | 21 | 21 | 21 | 63    |